# یواس‌اس لاجیک (ای‌ام-۲۵۸)
یواس‌اس لاجیک (ای‌ام-۲۵۸) (به انگلیسی: USS Logic (AM-258)) یک کشتی بود که طول آن ۱۸۴ فوت ۶ اینچ (۵۶٫۲۴ متر) بود. این کشتی در سال ۱۹۴۳ ساخته شد.